# Ареш
Ареш (фр. Aresches) насеље је и општина у источној Француској у региону Франш-Конте, у департману Јура која припада префектури Лон ле Соније.
По подацима из 2011. године у општини је живело 40 становника, а густина насељености је износила 8,4 становника/km². Општина се простире на површини од 4,76 km². Налази се на средњој надморској висини од 680 метара (максималној 736 m, а минималној 570 m).

## Демографија
| 1962. | 1968. | 1975. | 1982. | 1990. | 1999. | 2011. |
| ----- | ----- | ----- | ----- | ----- | ----- | ----- |
| 32    | 52    | 41    | 44    | 51    | 50    | 40    |

График промене броја становника у току последњих година